# Nummi-Pusula
Nummi-Pusula (/ˈnumːiˌpusulɑ/) là một đô thị của Phần Lan. Thủ phủ là Saukkola. Nummi-Pusula được lập năm 1981 từ các đô thị Nummi và Pusula.
Đô thị này tọa lạc tại tỉnh Nam Phần Lan trong Uusimaa Vùng. Đô thị này có dân số 6.002 (31 tháng 12 năm 2005) với diện tích là 505,02 km² trong đó có 35,29 km² là diện tích mặt nước. Mật độ dân số là 12,59 người trên mỗi km².
Đô thị này chỉ sử dụng tiếng Phần Lan.